# Kollektivrechtliche Vereinbarung
Als Oberbegriff umfasst kollektivrechtliche Vereinbarung alle zwischen Tarifvertragsparteien oder Betriebsparteien abgeschlossenen schriftlichen arbeitsrechtlichen Vereinbarungen. Im Einzelnen sind diese
- zwischen Arbeitgeberverband bzw. Arbeitgeber und Gewerkschaft im Rahmen des Tarifvertragsgesetzes vereinbarten Tarifverträge;
- zwischen der Unternehmensführung/Arbeitgeber und dem Betriebsrat im Rahmen des Betriebsverfassungsgesetzes abgeschlossenen Betriebsvereinbarungen;
- zwischen Dienststellenleitung und dem Personalrat im Rahmen des Personalvertretungsrechts (Bundespersonalvertretungsgesetz; Personalvertretungsgesetze der Länder) abgeschlossenen Dienstvereinbarungen.

Kollektivrechtliche Vereinbarungen unterliegen den Maßgaben des Allgemeinen Gleichbehandlungsgesetzes (AGG).